# Acrobatic Tenement
Acrobatic Tenement es el primer álbum de la banda de post-hardcore At the Drive-In. Fue publicado el 18 de febrero de 1997 por el sello/fanzine independiente Flipside. El álbum, junto con In/Casino/Out y Relationship of Command, fue reeditado por Fearless Records en 2004.
Sólo una de las pistas del álbum: Initiation, llegaron al álbum de recopilación, This Station Is Non-Operational, que aparece como una grabación en vivo de la BBC.
En 2013, reflexionando sobre la grabación de Acrobatic Tenement, el vocalista Cedric Bixler declaró: Antes de [el lanzamiento del álbum], la banda se había separado. Hicimos una gira por Estados Unidos y decidimos separarnos. Necesitaba que Jim estuviera allí, pero había tenido una pelea con Omar. Hice un montón de movimientos tontos en ese momento: eché al baterista [Ryan Sawyer] que estaba en el disco, y luego al otro guitarrista [Adam Amparan], pero luego Tony y Paul vinieron y tocaron. Omar cambió a la guitarra, porque tocaba el bajo en ese álbum, así que cuando tocamos en vivo, fue muy diferente.
Gran parte del álbum, incluida la canción Embroglio, se inspiró en la vida y suicidio de Julio Venegas, un amigo de la banda. Venegas también se convirtió en la inspiración del álbum de The Mars Volta De-Loused in the Comatorium.

## Lista de canciones
| N.º | Título                   | Duración |  |
| 1.  | «Star Slight»            | 1:18     |  |
| 2.  | «Schaffino»              | 2:49     |  |
| 3.  | «Ebroglio»               | 2:47     |  |
| 4.  | «Initiation»             | 3:26     |  |
| 5.  | «Communication Drive-In» | 1:44     |  |
| 6.  | «Skips on the Record»    | 3:07     |  |
| 7.  | «Paid Vacation Time»     | 3:33     |  |
| 8.  | «Ticklish»               | 4:35     |  |
| 9.  | «Blue Tag»               | 3:17     |  |
| 10. | «Coating of Arms»        | 2:46     |  |
| 11. | «Porfirio Diaz»          | 2:58     |  |

## Personal
| ATDI - Cedric Bixler-Zavala – voces - Jim Ward – guitarras, coros - Adam Amparan – guitarras - Omar Rodríguez-López – bajo - Ryan Sawyer – batería Producción - ATDI – producción - Blaze James – producción - Doug Green – grabación, producción, mezcla | Arte y diseño - Jim Ward – diseño (jacket) - Blaze James – layout - Emberly Modine – cover (pintura) - Sofie Naess – fotografía trasera |